# Gniewkowo (gmina)
Pour les articles homonymes, voir Gniewkowo (homonymie).
Gniewkowo est une gmina du powiat d'Inowrocław, dans la voïvodie de Couïavie-Poméranie, au centre de la Pologne. Son chef-lieu est la ville éponyme, Gniewkowo, qui est située à approximativement 16 km au nord-ouest d'Inowrocław et à 20 km au sud-ouest de Toruń.
Cette gmina couvre une aire de 179,44 km2 et avait en 2006 une population de 14 719 habitants (dont 7 254 personnes habitant la ville de Gniewkowo et 7 465 habitant des endroits plus ruraux).

## Villages
À part la ville de Gniewkowo, la gmina Gniewkowo abrite les villages de Bąbolin, Branno, Buczkowo, Chrząstowo, Dąblin, Gąski, Godzięba, Kaczkowo, Kawęczyn, Kępa Kujawska, Kijewo, Klepary, Lipie, Markowo, Murzynko, Murzynno, Ostrowo et Warzyn.

## Gminas voisines
Gniewkowo est bordée par les gminas de Aleksandrów Kujawski, Dąbrowa Biskupia, Inowrocław, Rojewo et Wielka Nieszawka.